# 杜弼
杜弼（491年—559年）字辅玄，东魏中山曲阳（今河北曲阳）人。
生于北魏孝文帝太和十五年（491年），杜弼自小聪敏好学，“讲授之祭，师每奇之”。以军功起家，官至胶州刺史，封长安县伯。北魏节闵帝时，由高歡执政。杜弼官行台郎中。一次杜弼力諫高歡，先殺貪將勳貴，才能對外用兵。高欢命令士兵张弓注矢，夹道罗列，又下令杜弼从其中走过。杜弼吓得浑身冒汗。這時高歡告訴他，“矢虽注不射，刀虽举不击，槊虽按不刺，尔犹亡魄失胆。”這些軍事將領都是在戰場上出生入死，即使贪污了點，也是情有可原，“岂可同之常人”。杜弼为官敢言直谏，遭奸佞嫉恨，高德政经常在高洋面前说杜的坏话。杜弼還告诉高洋，鲜卑人只会赶马拉车，治国還得用漢人。北齐天保十年（559年），被北齐皇帝高洋以收受贿赂為由所殺。北齐天统五年，受到平反，谥文肃。《北齐书》稱其：“卬卬辅玄，思极谈天，道亡时晦，身没名全。”有子杜台卿。

## 延伸阅读
[在维基数据编辑]
 《北齊書·卷24》，出自李百药《北齊書》
 《北史·卷055》，出自李延壽《北史》